# 莫爾奈的菲力浦

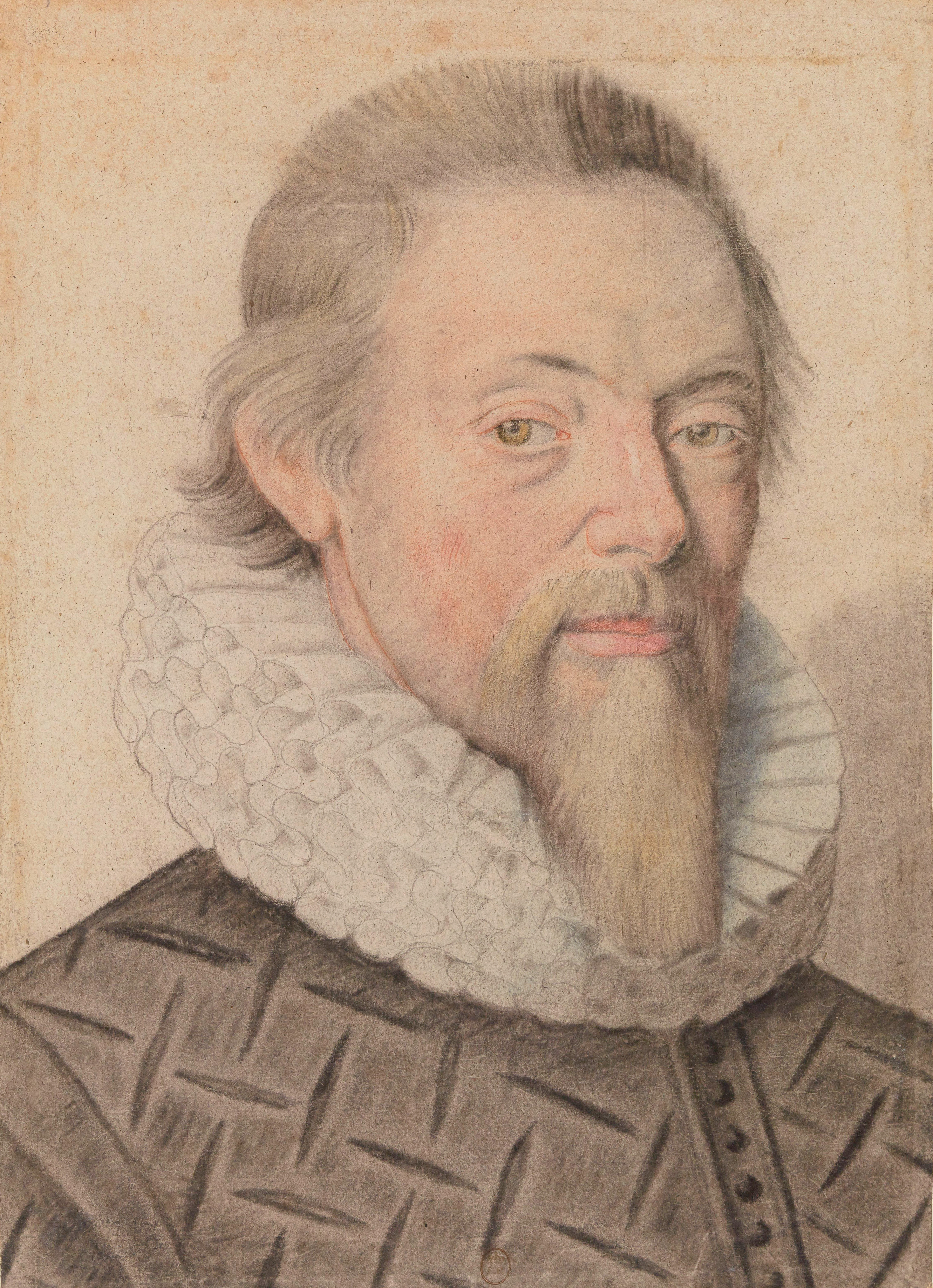
Philippe de Mornay

莫爾奈的菲力浦（1549年11月5日—1623年11月11日），杜立石馬爾利諸侯，通常被稱為杜立石莫爾奈或莫爾奈杜立石，是法國的一個莊園主、一位新教徒及反君權運動者。他同時也是學者作家、外交家，曾經被稱為「胡格諾派的教皇」。

## 生平
莫爾奈的菲力浦在法國的瓦勒德瓦兹省出生。他的母親傾向新教，但他的父親卻為了抗拒這新教傾向，所以把他送往巴黎的利西厄學院。然而，在1559年他的父親去世之後，他的一家正式改信新教的胡格諾派。
莫爾奈於1565年在德國海德堡大學學習法律和法理，之後一年在帕多瓦大學修讀希伯來語及德語。於1567年的法國宗教戰爭期間，他加入了孔代親王波旁路易一世的軍隊。不過後來他墮馬負傷，令他無法在軍中積極參與。
從1571年開始，他作為新教胡格諾派之宣教辯護士，活躍於法國宗教戰爭中，以一篇宣教專文而漸有名氣。撰文的同時，他也接受胡格諾派領袖──海軍上將科利尼指派的秘密任務，出使荷蘭與力抗西班牙天主教大軍的新教領袖沉默者威廉洽談。當時作為法王第一寵臣的科利尼正處人生高峰，在國王查理九世的支持下，計畫出動法軍攻擊西屬尼德蘭的西班牙軍，既能幫助同是喀爾文教徒的沉默者威廉，又能團結法國的新舊兩派勢力，甚至可以打擊西班牙帝國的霸權以長法國聲威，一舉三得。
1572年巴黎聖巴托洛繆大屠殺發生之時，他靠著天主教朋友的協助而躲過一劫，並逃至英國避難。當他於1573年底回到法國之後，加入新一代胡格諾派領袖──納瓦拉的亨利的親友集團。他在1575年10月10日被吉斯的亨利俘虜，但因為他被視為小角色，故要求的贖金不算昂貴，這筆贖金由同為胡格諾教徒、富裕的年輕寡婦夏洛特·阿布雷斯特（Charlotte Arbaleste）支付，夏洛特作為莫爾奈女性友人，日漸傾倒在他的宗教熱誠與智慧下，莫爾奈也在獲釋後與她結婚。
伴隨著納瓦拉的亨利聲勢水漲船高，莫爾奈也逐漸被認定為他的得力助手兼首席軍師。譬如亨利分別在1577年、1578年、1580年，派莫爾奈為代表至英國，與新教的英國女王伊麗莎白一世協商合作；又在1581-1582年被派往荷蘭，協商新教聯盟的具體事宜。1584年安茹公爵阿朗松的死訊傳來後，納瓦拉的亨利作為法國王位繼承人的情勢越發明顯，連帶展開了激烈的三亨利之戰。莫爾奈於戰場上的智謀及慧眼讓人驚嘆，對局勢神準的預測替新教軍帶來輝煌成就。1588年胡格諾大將孔代親王亨利一世過世後，莫爾奈對納瓦拉的亨利以及新教軍的影響力是如此之大，以致他被廣泛地稱為「胡格諾派的教皇」。作為新教軍首席軍師的他，在1589-1592年年參與了多場重要戰役，如1590年關鍵的伊夫里戰役。
當他完成出使英國協商的任務回來後，對1593年主帥亨利決定改宗天主教一事震驚不已，虔信胡格諾的他對亨利背棄新教失望心痛，因此逐漸疏離了確認為天主教法王亨利四世及其中央朝廷。他把新教事業的熱情，轉投注在學術研究與香火傳承，於同年成立了索穆爾神學院。在他的戮力經營下，此間學院享譽國際，一直到1683年，對信仰不寬容的路易十四下令，將學院強迫關閉。
晚年喪失妻兒的打擊，讓他悲痛不已。他唯一的兒子死於1605年，隔年妻子也過世。唯一讓他支撐下去的，是對胡格諾派組織的強化與完善。1618年他被選為法國新教徒代表，參加重要的國政會議。但法王路易十三虔信天主教而對他施與打擊。1621年他失去索穆爾總督的職位且被強迫退休，1623年死於德塞夫勒省的莊園中。

## 作品與成就
雖然莫爾奈一生有不少宣教佈道的名篇作品，但是他最知名且最有影響力的文章，乃是一篇反君權運動的假名之作（鼓吹群眾反對法王亨利三世），因為文章以史蒂芬·布魯塔斯（Stephen Junius Brutus）的筆名發表，讓後代學者只能推斷莫爾奈是最可能的作者，第二可能的作者為修伯特·蘭格特（1518–1581年）。這篇1579年發表的宣言專文，名叫《人民有權反對暴君的辯白》（Vindiciae contra tyrannos）。這篇激動人心的宣言，主張說：第一，政府是上帝、人民與君王三者所組成的盟約，以維護及服從「真正的宗教」（指新教）為目的；未能遵行這些原則的國君，均應廢除王位。第二，政府是介乎國君與人民的一項協定，協定內容為：君主統治事無大小均應大公無私，而居下位的人民應恭敬服從。君主與人民都要服從自然法則──理智與天生的正義法則，類似神聖的道德律，而超乎所有「成文的」（人所制定的）法則之上。君主的職責就是維護這項法則，讓它保持積極、自然與神聖的性質；君主是推行此一法則的工具，而非法則的主宰。「人民是一整體，應被視為王國絕對之主人和所有人」。第三，君主是否為暴君，不由群眾決定，而是由國民代表大會或是地方合法機關來決定；不論是合法的君主或是篡位者，只要違反前述的契約協定，即是人人得而誅之的暴君！
這篇文章以拉丁文寫成，馬上被翻譯成各國文字。它在歐洲國際的影響長達一個世紀：法國的胡格諾派利用它反抗專制的天主教君主；荷蘭人利用它來對抗西班牙國王腓力二世；英格蘭清教徒用它來反抗國王查理一世、輝格黨用它來替光榮革命辯護。它奠定了往後「社會契約」理論的成熟架構，霍布斯、洛克和盧梭，都提出了與其相通的概念。
莫爾奈也幫忙亨利四世於1598年起草南特詔書，替胡格諾派爭取並確立了許多政治權利及信仰自由。